# شنون لوکاس
شنون لوکاس (انگلیسی: Shannon Lucas؛ زادهٔ ۲۷ سپتامبر ۱۹۸۳) موسیقی‌دان اهل ایالات متحده آمریکا است. وی از سال ۱۹۹۸ میلادی تاکنون مشغول فعالیت بوده است.